# Colegio de Nuestra Señora de Loreto
El Colegio de Nuestra Señora de Loreto (denominado también Real Colegio de Nuestra Señora de Loreto) fue un colegio de niñas huérfanas ubicado en la calle de Atocha. Se trata de una fundación de patronato real. Fundado en 1585 por el rey Felipe II en la calle de Atocha, entre la calle de León y la plaza de Antón Martín (haciendo esquina con la plaza de Matute). Felipe IV lo destinó a educación de señoritas hijas de militares beneméritos, de magistrados del reino y de empleados de la Casa Real. El objetivo era el de recoger niñas huérfanas y cuando se hacían mayores pasaban al servicio de los palacios de los señores de Madrid. Se trataba de un complejo de dos edificios: colegio e iglesia. 

## Historia
El nombre de la iglesia se debe a la imagen de Nuestra Sra. de Loreto, cuyo autor fue Giovanni Battista Montano. Esta imagen se trasladó desde Roma en el año 1587 como regalo del Papa Sixto V. El colegio e iglesia se finalizaron en el año 1654 reinando Felipe IV. 
Cuando fue derribado el edificio, comienza la construcción de la nueva sede de la institución, en 1884, siguiendo un proyecto del arquitecto José Segundo de Lema. Situado en el número 61 de la calle de O'Donnell, el centro se inauguró el 29 de agosto de 1893, donde permanece en la actualidad.
Desde 1939, el centro pertenece a la Congregación de las Esclavas del Divino Corazón, fundada en 1885 por el beato gaditano Marcelo Spínola.

## Actualidad
En la actualidad sigue ejerciendo sus funciones como colegio concertado. Se siguen manteniendo las tradiciones de las festividades católicas propias de la Congregación a la que pertenece, incluyendo la Coronación a la Virgen cada treinta de mayo, donde se canta su himno: